# Burg Spinnenhirn
Die Burg Spinnenhirn ist eine abgegangene Burg westlich von Spinnenhirn in der Gemeinde Schlier im Landkreis Ravensburg in Baden-Württemberg. Von der auf einem Bergrücken südöstlich des Rösslerweihers gelegenen Burg ist heute nur noch das Burgareal mit mittig gelegener ovaler Grube erkennbar.